# كأس العالم للفقراء
كأس العالم للفقراء Poor People's World Cup هو حدثا نظمته حركة اجتماعية في جنوب أفريقية ردًا على كأس العالم 2010 FIFA في جنوب إفريقيا .
تأسس هذا الحدث بواسطة حملة مكافحة الإخلاء في ويسترن كيب  الذين ظنوا أن كأس العالم كان له أثر سلبيا  على المجتمعات الفقيرة في بلدة كيب تاون ، بسسب عمليات إخلاء وإعادة توطين وعدم قدرتهم بالتداول بالقرب من ملاعب كرة القدم الحديثة. تكون الكأس من 36 فريقًا من مجتمعات جنوب إفريقيا الفقيرة ، و كل فريق يمثل دولة رسمية في كأس العالم. بدأت المباراة الأولى يوم 13 يونيو 2010. 